# Alte Tonhalle

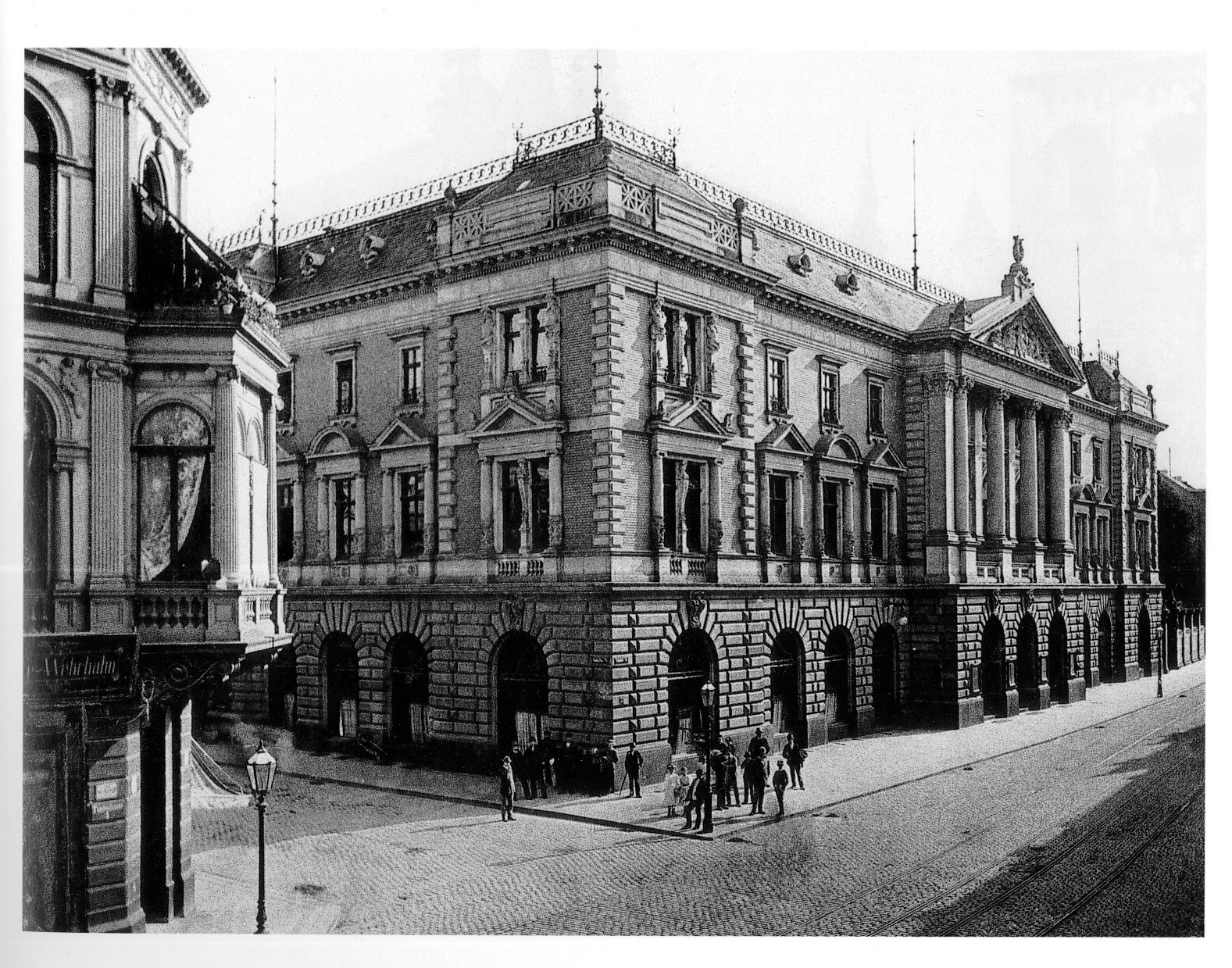
Neubau der Tonhalle aus den 1890er Jahren, Schadowstraße 89–93

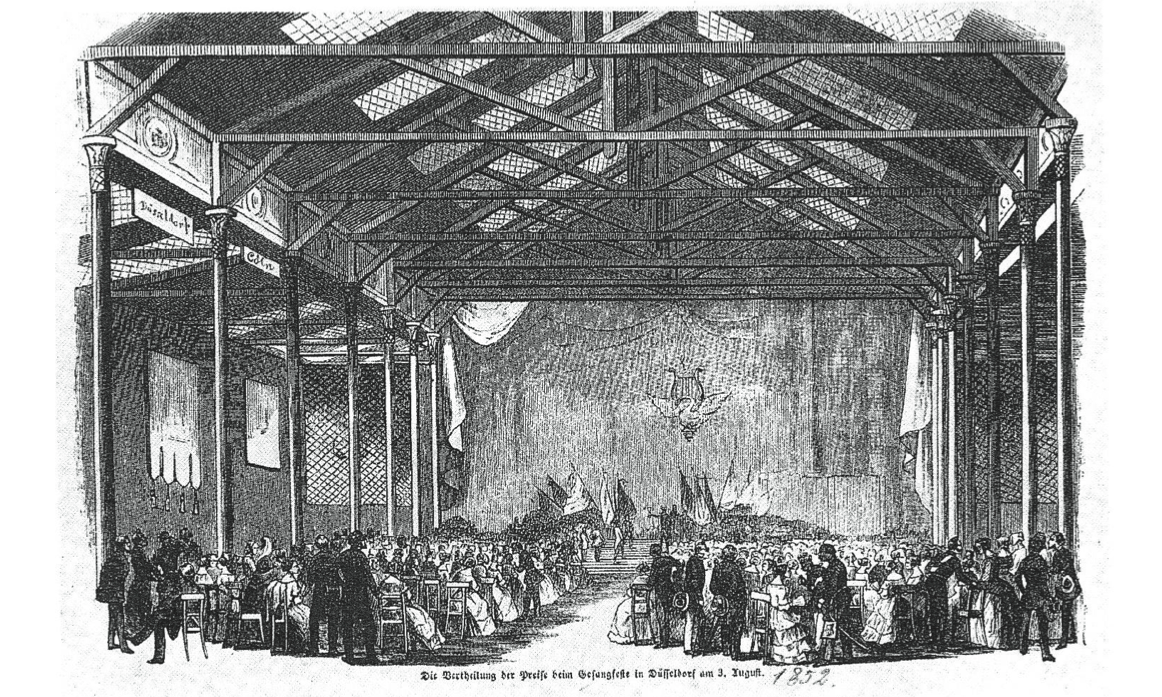
Geisler’sche Tonhalle beim Sängerfest 1852, das parallel zur Provinzial-Gewerbe-Ausstellung für Rheinland und Westphalen ausgerichtet wurde

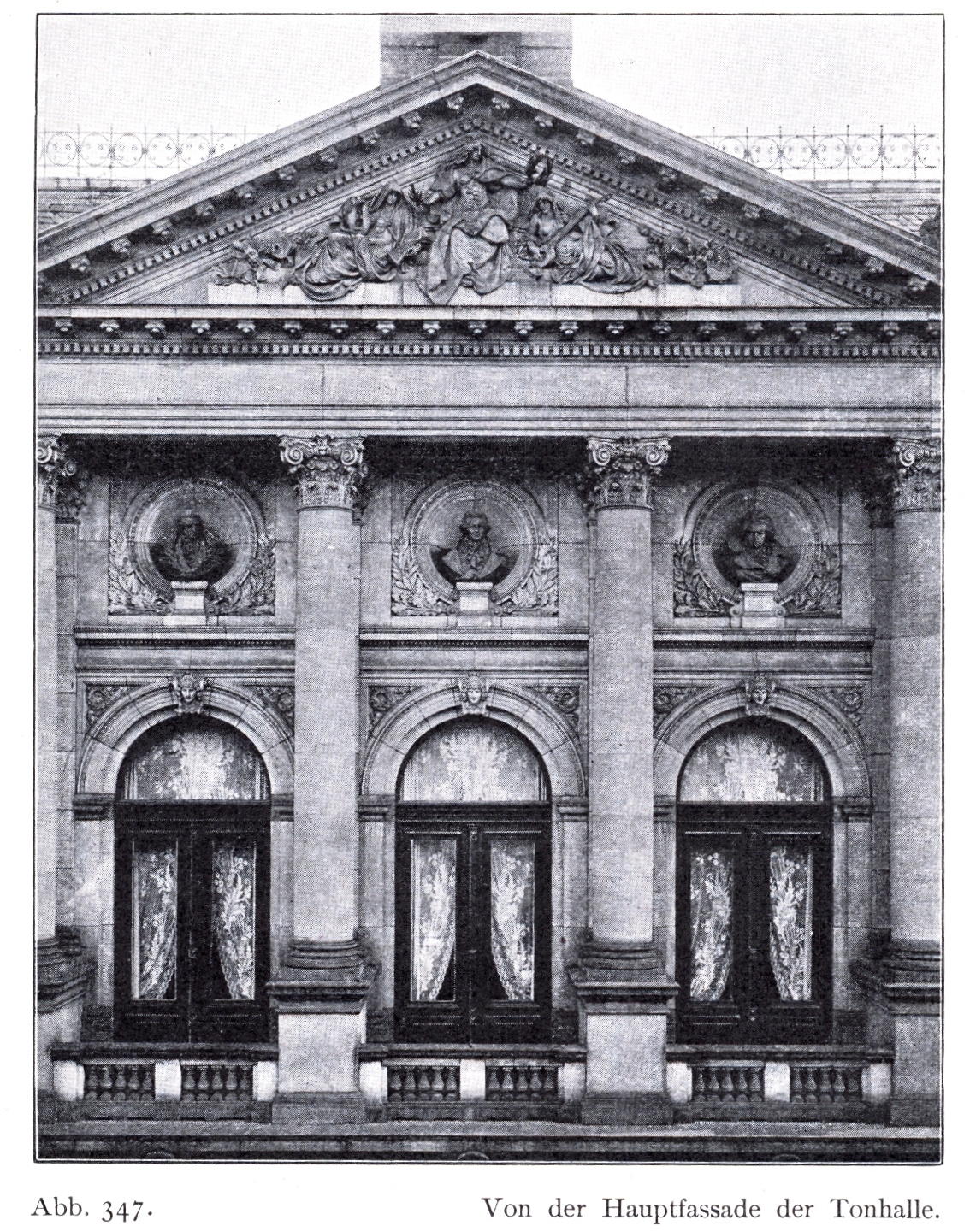
Fassade des Tonhallen-Neubaus aus den 1890er Jahren

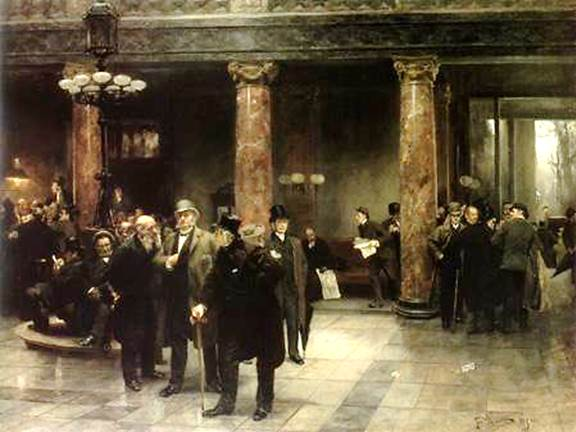
Ferdinand Brütt: In der Börse, 1888

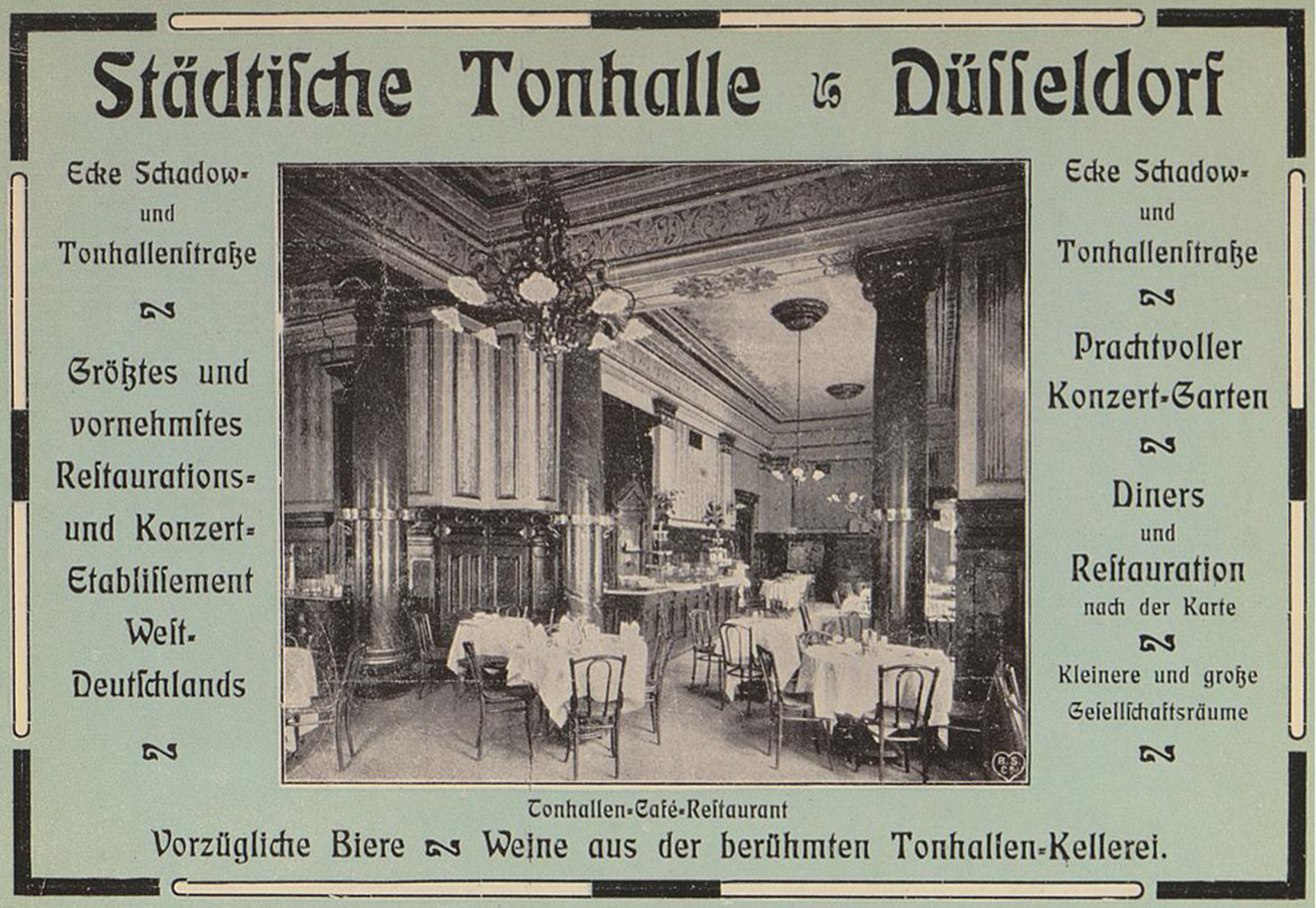
Tonhallen-Café-Restaurant, 1905

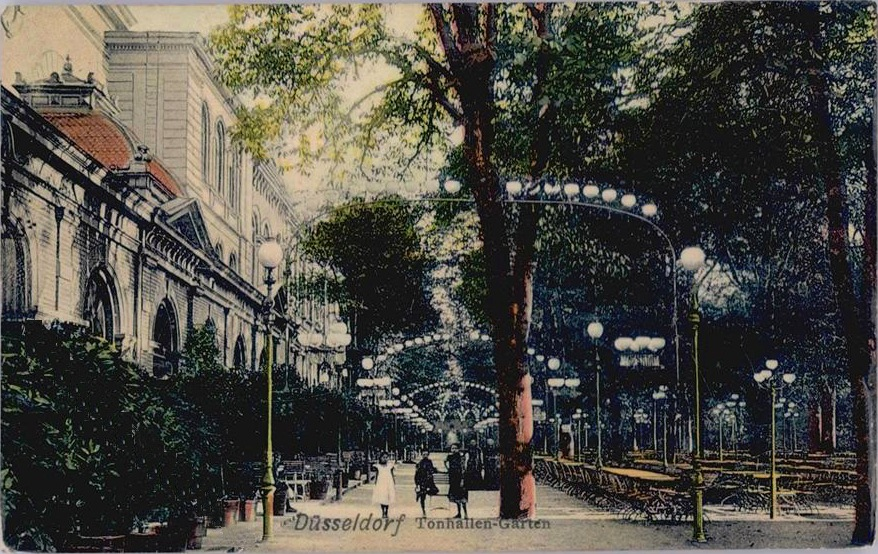
Tonhallen-Garten (Postkarte), vor 1906

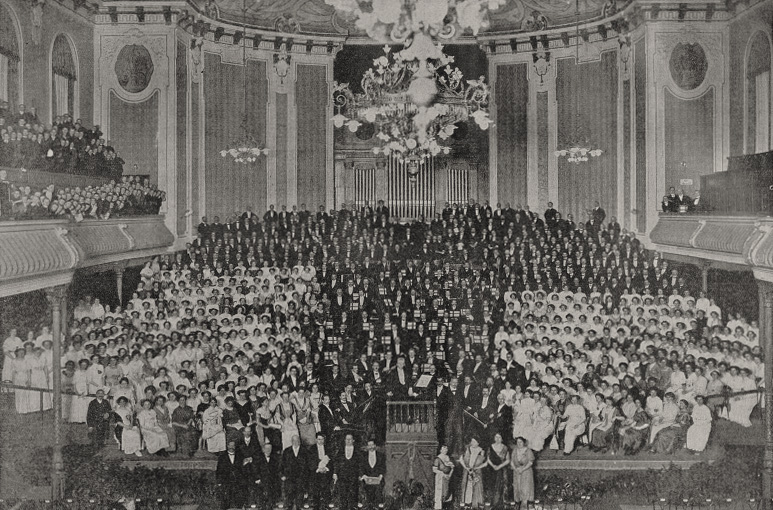
Aufführung der VIII. Sinfonie von Mahler im Kaisersaal der Städtischen Tonhalle Düsseldorf am 11. und 12. Dezember 1912. Foto Josef Henne

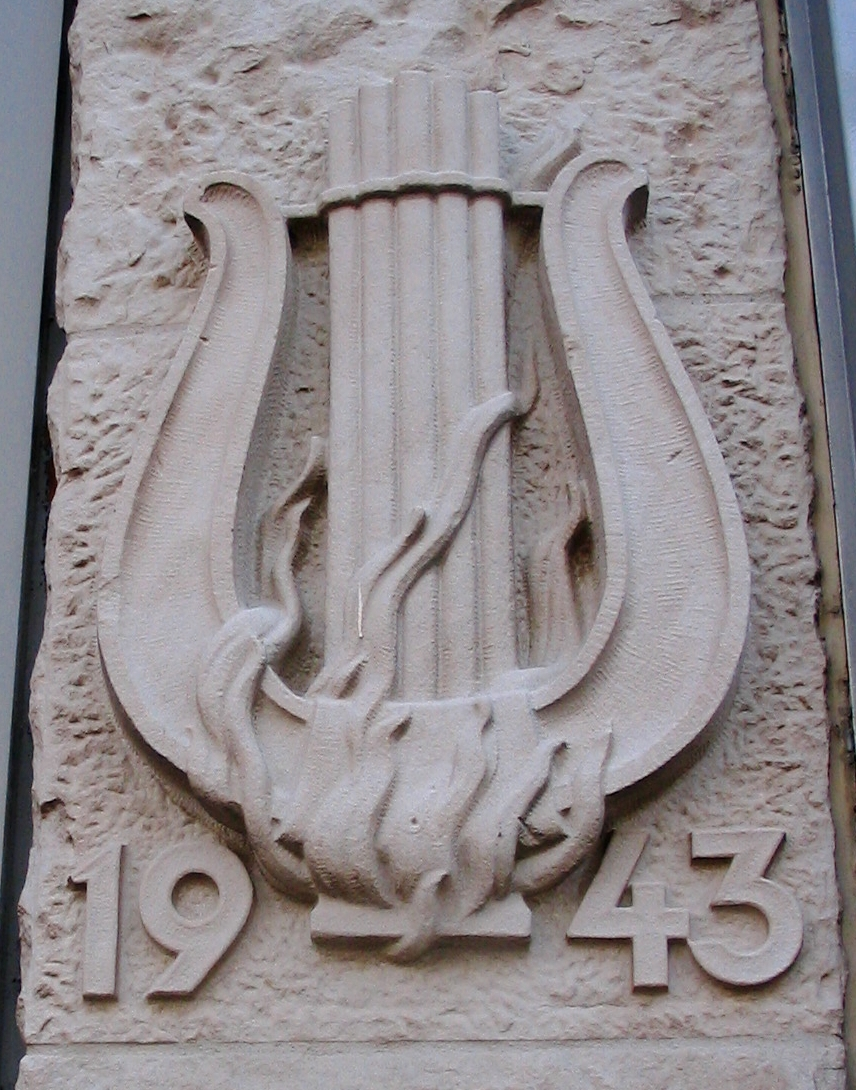
Gedenkrelief einer Lyra mit Flammen von Willi Hoselmann am Karstadt-Bau (um 1952)

Die Alte Tonhalle war ein städtisches Gesellschafts- und Konzerthaus in Düsseldorf.

## Geschichte
Im Jahre 1818 erfolgte das erste Niederrheinische Musikfest, konstituiert durch den Städtischen Musikverein, im Geisler’schen Lokal, das ab 1830 zum Zentrum der Musikliebhaber wurde. Es war eine Gaststätte mit einem großen Holzsaal, die bereits vorher als Beckers Gartenlokal bekannt war. Im Geisler’schen Saal lagen die Zuschauerzahlen im Jahre 1850 bei nahezu 1000 Besuchern. Ihn nutzten bis zur Errichtung des Malkasten-Hauses (1860) auch die Mitglieder des Künstlervereins Malkasten für größere Veranstaltungen.
1852 wurde unmittelbar neben dem Geisler’schen Saal ein neuer, wesentlich größerer Konzertsaal errichtet, die Tonhalle. Im Jahre 1863 erwarb die Stadt das Lokal.
Bekannte Komponisten wie Felix Mendelssohn Bartholdy, Norbert Burgmüller, Ferdinand Hiller, Julius Rietz, Ferdinand Ries und Robert Schumann musizierten dort. Joseph Joachim und Jenny Lind wirkten hier an Konzerten mit. Franz Liszt, Johannes Brahms und viele große Künstler des 19. Jahrhunderts feierten hier große Erfolge. Mendelssohns Paulus im Jahre 1836 und Schumanns Der Rose Pilgerfahrt und Requiem für Mignon von 1849 wurden hier unter anderen uraufgeführt. Im Sommer 1848 trat der „Gesundheitsapostel“ Ernst Mahner auf. Im Dezember 1912 fand mit 1000 Mitwirkenden die zweite Aufführung der 8. Sinfonie von Gustav Mahler, nach der Münchner Uraufführung im September 1910, statt.
Die erste Städtische Tonhalle wurde als Erweiterungsumbau der Geisler’schen Tonhalle nach Plänen des Stadtbaumeisters Eberhard Westhofen in zweijähriger Bauzeit erschaffen und im Jahre 1865 eröffnet. Sie befand sich am Flinger Steinweg, der heutigen Schadowstraße. Das Gebäude verfügte über einen großen, von Carl Hilgers malerisch dekorierten Bankett- und Konzertsaal, den Kaisersaal, der 42,48 m lang und 24,20 m breit war. Mit zwei Galerien fasste dieser Raum 2820 Personen. Der Saal, den eine gute Akustik auszeichnete, wurde nach Kaiser Wilhelm I. benannt, zu dessen Ehren von den Rheinischen Provinzialständen anlässlich seiner Visite am 18. September 1884 in der Tonhalle ein Festessen gegeben wurde. In einem weiteren repräsentativen Saal, dem Rittersaal, fand am 18. Januar 1875 fand die erste Versammlung der Düsseldorfer Börse statt. Untergebracht war bis zur Errichtung der Kunsthalle Düsseldorf (1881) in der Tonhalle auch die städtische Gemäldesammlung, die vor allem aus Ankäufen des Vereins zur Errichtung einer Gemäldegalerie zu Düsseldorf bestand.
Im Jahre 1886 wurde ein Wettbewerb für einen Neubau ausgeschrieben, bei dem die Entwürfe der Architekten Hermann vom Endt und Bruno Schmitz im Stil der Neo-Renaissance ausgezeichnet wurden. Die Stadtbaumeister Eberhard Westhofen und Karl Peiffhoven (* 1852) planten später auf der Grundlage dieser Neubaupläne eine Erweiterung, die von 1889 bis 1892 umgesetzt wurde. Der zentrale Eingangsbereich des Gebäudes wurde durch eine klassizistische Portikusanlage betont. Aus diesem Bausegment stammt eine Säule, die Helmut Hentrich als Erinnerung an den traditionsreichen Ort Düsseldorfer Musik und Festkultur im Malkastenpark aufstellen ließ. Der Kaisersaal, der Rittersaal, der Verbindungssaal und eine große Vielzahl von repräsentativen Nebenräumen blieben hierbei erhalten. 1901 wurden der Kaisersaal von dem Stadtbaurat Peiffhoven und dem Beigeordneten Johannes Radke mit neuer Stuckatur versehen. Den Rittersaal stattete in diesem Zuge die Firma Hemming & Witte mit Deckengemälden aus. Der Mittelteil der Hauptfassade zeigte vier Säulen, gekrönt von einem Dreiecksgiebel.
Der Gebäudekomplex war beim Ausbau bis an die Schadowstraße 91 vorgezogen worden. Der Bau umfasste nun neben den übernommenen Konzertsälen auch neue Gesellschaftsräume, Ladenlokale und Restaurants. In dem Bau hielten die Düsseldorfer Karnevalsvereine ihre Sitzungen ab, der Künstlerverein Malkasten feierte hier seinen Maskenball. Neben den wöchentlichen Symphoniekonzerten, erfolgten dort auch Tagungen von Wirtschaftsverbänden, Vorträge, Wohltätigkeitsbasare und Karnevalsbälle. Auf einem „Kohlentag“, den die Montanindustrie 1871 in der Tonhalle abhielt, rief William Thomas Mulvany den „Verein zur Wahrung der gemeinsamen wirtschaftlichen Interessen in Rheinland und Westfalen“ ins Leben, womit ein Grundstein für die Entwicklung der wirtschaftlichen Interessenvertretung in Westdeutschland und für die Entwicklung Düsseldorfs zum „Schreibtisch des Ruhrgebiets“ gelegt wurde.
Das Gebäude wurde 1942 durch Bomben beschädigt und später abgebrochen. Die Stadt veräußerte das Tonhallengelände Anfang der 1950er Jahre an die Karstadt AG, welche an derselben Stelle den Warenhausneubau nach Plänen des Architekten Philipp Schaefer erbauen ließ. Die Fortsetzung der Jacobistraße nach Süden heißt heute noch Tonhallenstraße.